# Série (ecologia)
Série, sere ou sucessão intermediária é o estádio em que se encontra o ecossistema durante uma sucessão ecológica, não sendo mais pioneira e ainda não totalmente equilibrada, como acontece na comunidade clímax.
Caracteriza-se por ainda ser instável e por ter uma nova instalação de organismos que substituem os da pioneira.